# Гуляєв Василь Олександрович
Василій Гуляєв  (нар. 3 вересня 1963, смт Олександрівка, Одеська область) — український політик, народний депутат України VIII скликання у 2014—2019 роках. Міський голова Чорноморська з 2020 року.

## Біографія
Народився в родині сільських трудівників — робітників навчального господарства імені А. В. Трофимова. Батько — Олександр Дмитрович Гуляєв (1932), мати — Марія Тихонівна Гуляєва (1933–2003).
Після закінчення у 1980 році Олександрівської загальноосвітньої школи вступив до Одеського технічного училища № 2, яке закінчив у 1981 році.
1981–1983 — служба в Збройних силах СРСР.
1983–1986 — водій в навчальному господарстві імені А. В. Трофимова.
1986–1990 — служба в Збройних силах СРСР.
1990–2005 — підприємницька діяльність, директор спільного українсько-турецького підприємства «НК і В».
Вищу освіту отримав без відриву від виробництва. Закінчив Одеську національну академію харчових технологій (2008).
З 2006 року — голова Молодіжненської сільської ради (абсолютною більшістю голосів у 2010 році був обраний на другий термін). Безпартійний, у політичних партіях не перебував. За період виконання В. А. Гуляєвим обов'язків голови сільської ради с. Молодіжне отримало звання найкращого села Одещини з розвитку соціальної інфраструктури та благоустрою території (2011). У тому ж році В. А. Гуляєв був визнаний найкращим сільським головою. У 2014 році обраний народним депутатом VIII скликання. Член депутатської групи «партія Відродження». У 2015 році призначений головою Одеської обласної організації політичної партії «Відродження». У 2019 році вийшов з партії «Відродження».
З 2020 року міський голова м. Чорноморськ.

## Парламентська діяльність
Був одним з 59 депутатів, що підписали подання, на підставі якого Конституційний суд України скасував статтю Кримінального кодексу України про незаконне збагачення, що зобов'язувала держслужбовців давати пояснення про джерела їх доходів і доходів членів їх сімей. Кримінальну відповідальність за незаконне збагачення в Україні запровадили у 2015 році. Це було однією з вимог ЄС на виконання Плану дій з візової лібералізації, а також одним із зобов'язань України перед МВФ, закріпленим меморандумом.

## Нагороди та відзнаки
- Відзначений Почесною грамотою Верховної Ради України за заслуги перед українським народом.
- Дипломом Комітету Верховної Ради України з питань державного будівництва та місцевого самоврядування за вагомий внесок у розвиток місцевого самоврядування та зміцнення української державності (2008).
- Почесним знаком Одеської обласної ради, а також численними грамотами районного і обласного керівництва.
- Лауреат конкурсу «Люди справи» пам'яті редактора газети «Вечірня Одеса» Б. Ф. Дерев'янко (2009).

## Сім'я
- Дружина — Гуляєва Олена Сергіївна (1986).
- Дочка — Гуляєва Марія Василівна (2013).
- Дочка — Гуляєва Анна Василівна (2015).
- Дочка — Гуляєва Олена Василівна (2018).